# پیمان قویدل
پیمان قویدل سیاه صوفیانی معروف به پیمان قویدل (زاده ‎۱۵ تیر ۱۳۷۰ در بندرانزلی) قایقران کایاک اهل ایران است. از افتخارات وی می‌توان به کسب مدال برنز در بازی‌های آسیایی ۲۰۱۸ و بازی‌های آسیایی ۲۰۲۲ اشاره کرد.